# Leichtathletik-Halleneuropameisterschaften 2019/Teilnehmer (Niederlande)
| Gelbes Symbol für Goldmedaillen mit stilisierten Olympischen Ringen | Graues Symbol für Silbermedaillen mit stilisierten Olympischen Ringen | Braundes Symbol für Bronzemedaillen mit stilisierten Olympischen Ringen |
| ------------------------------------------------------------------- | --------------------------------------------------------------------- | ----------------------------------------------------------------------- |
| 1                                                                   | 1                                                                     | 3                                                                       |

Aus den Niederlanden starteten sieben Athletinnen und acht Athleten bei den Leichtathletik-Halleneuropameisterschaften 2019 in Glasgow, die fünf Medaillen (1 × Gold, 1 × Silber und 3 × Bronze) errangen sowie eine Europäische Jahresbestleistung und einen Landesrekord aufstellten.
Sechzehn Sportlerinnen und Sportler hatten innerhalb des Qualifikationszeitraumes die EM-Norm erfüllt, darunter Mehrkämpfer Pieter Braun und Kugelstoßer Denzel Comenentia, der sich allerdings während der Hallensaison in den USA aufhielt. Beide nahmen jedoch in Glasgow nicht teil.
Die Sprinterin Jamile Samuel erfüllte als Siebzehnte die Norm, allerdings außerhalb des Qualifikationszeitraumes, und musste die Teilnahmeerlaubnis durch den europäischen Leichtathletikverband European Athletics (EAA) abwarten, die ihr schließlich erteilt wurde. Auf einer Pressekonferenz Ende Februar teilte Sprinterin Dafne Schippers mit, am Samstag zuvor eine Treppe hinuntergefallen zu sein und deshalb die Hallen-EM als Trainingswettkampf zu sehen.

## Ergebnisse

### Frauen

#### Laufdisziplinen
| Athletin            | Disziplin   | Vorlauf    | Vorlauf | Halbfinale | Halbfinale | Finale             | Finale             |
| Athletin            | Disziplin   | Zeit       | Platz   | Zeit       | Platz      | Zeit               | Platz              |
| ------------------- | ----------- | ---------- | ------- | ---------- | ---------- | ------------------ | ------------------ |
| Jamile Samuel       | 60 m        | 7,34 s     | 16      | 7,31 s     | 10         | nicht qualifiziert | nicht qualifiziert |
| Dafne Schippers     | 60 m        | 7,24 s     | 4       | 7,22 s     | 3          | 7,14 s SB          | Silber             |
| Lisanne de Witte    | 400 m       | 52,56 s SB | 2       | 52,38 s PB | 4          | 52,34 s PB         | Bronze             |
| Maureen Koster      | 3000 m      | –––        | –––     | –––        | –––        | 8:56,22 min        | 6                  |
| Julia van Velthoven | 3000 m      | –––        | –––     | –––        | –––        | 9:14,90 min        | 13                 |
| Nadine Visser       | 60 m Hürden | 7,99 s     | 1       | 7,99 s     | 2          | 7,87 s EL          | Gold               |

#### Fünfkampf
| Athletin     | Disziplin | 60 m Hürden | Hochsprung | Kugelstoßen | Weitsprung | 800 m | Punkte | Platz |
| ------------ | --------- | ----------- | ---------- | ----------- | ---------- | ----- | ------ | ----- |
| Anouk Vetter | Ergebnis  | 8,33 s SB   | 1,75 m     | 15,40 m     | DNS        | –     | DNF    | –     |
| Anouk Vetter | Punkte    | 1055        | 916        | 888         | –          | –     | DNF    | –     |

### Männer

#### Laufdisziplinen
| Athlet              | Disziplin | Vorlauf     | Vorlauf | Halbfinale         | Halbfinale         | Finale             | Finale             |
| Athlet              | Disziplin | Zeit        | Platz   | Zeit               | Platz              | Zeit               | Platz              |
| ------------------- | --------- | ----------- | ------- | ------------------ | ------------------ | ------------------ | ------------------ |
| Joris van Gool      | 60 m      | 6,71 s      | 7       | 6,62 s PB          | 2                  | 6,62 s             | Bronze             |
| Liemarvin Bonevacia | 400 m     | 47,86 s     | 17      | nicht qualifiziert | nicht qualifiziert | nicht qualifiziert | nicht qualifiziert |
| Tony van Diepen     | 400 m     | 47,32 s     | 7       | 46,62 s PB         | 4                  | 46,13 s =NR        | Bronze             |
| Richard Douma       | 800 m     | 1:50,36 min | 27      | nicht qualifiziert | nicht qualifiziert | nicht qualifiziert | nicht qualifiziert |
| Thijmen Kupers      | 800 m     | 1:48,72 min | 10      | nicht qualifiziert | nicht qualifiziert | nicht qualifiziert | nicht qualifiziert |
| Bram Anderiessen    | 3000 m    | 8:18,30 min | 31      | –––                | –––                | nicht qualifiziert | nicht qualifiziert |
| Mike Foppen         | 3000 m    | 7:57,55 min | 15      | –––                | –––                | nicht qualifiziert | nicht qualifiziert |
| Benjamin de Haan    | 3000 m    | 8:11,57 min | 27      | –––                | –––                | nicht qualifiziert | nicht qualifiziert |